# Wei Haiying
Wei Wai Hoi-ying besser bekannt als Wei Haiying (chinesisch 韋海英 / 韦海英; * 5. Januar 1971 in Tunchang) ist eine ehemalige chinesische Fußballspielerin.

## Karriere
Sie gehört bereits bei der Weltmeisterschaft 1991 mit zum Kader der chinesischen A-Nationalmannschaft. Danach war sie auch noch Teil des Teams bei den Olympischen Spielen 1996, mit denen sie dort die Silber-Medaille gewann.